# Ярославенко, Ярослав Дмитриевич
Ярослав Ярославенко (при рождении — Ярослав Дмитриевич Винцковский) (30 марта 1880, Дрогобыч, Королевство Галиции и Лодомерии, Австро-Венгрия — 26 июня 1958, Львов, УССР) — украинский
композитор, хоровой дирижёр и общественный деятель

## Биография
Родился в семье педагога. От природы одарённый, имел склонность к творчеству. Учился в украинской гимназии во Львове. Обучался игре на фортепиано, но из-за отсутствия средств у родителей
вынужден оставить занятия. В 1892 получил материальную помощь из фонда, предназначенного для поддержки одарённых детей.
Осенью 1892 года поступил на инженерный отдел Львовской политехнической школы (ныне Национальный университет «Львовская политехника»). Получил диплом инженера путей. Одновременно в 1898—1900 годах обучался во Львовской консерватории, был активным участником общественной жизни. В 1905—1918 годах работал инженером, имел собственное бюро «Строительные материалы».
В 1898 году Я. Винцковский вступил в спортивное общество «Сокол», вошёл в состав руководства (старши́ны) общества. В этот же период стал членом «Русско-украинского драматического общества им. И. Котляревского». Ярославенко начинает свою деятельность, как композитор. Будучи руководителем хора общества «Сокол», он откликнулся на призыв совета общества написать «Сокільський марш» («Сокольский марш»). 6 апреля 1902 г. на празднике общества впервые был исполнен «Марш соколов», который композитор Ярославенко написал на собственные стихи патриотического содержания, тогда ещё подписав его собственной фамилией Винцковский.
В 1905 году Я. Ярославенко первым создал фортепианную и оркестровую транскрипции, а также собственную хоровую трактовку гимна Украины «Ще не вмерла Україна!» («Ещё не умерла Украина»). В том же году вместе с А. Вахнянином и Ф. Колессой, он организовал и возглавил специализированное музыкальное издательство «Торбан», которое просуществовало до 1944 года, которое выпустило около 350 музыкальных произведений, преимущественно галицких композиторов.
В 1911 году Ярославенко написал музыку к гимну скаутской организации «Пласт» «Цвіт України і краса» («Цвет Украины и красота») на слова А. Тысовского.
Работал на железной дороге в г. Броды. С 1914 по 1918 год работал младшим инженером технического отдела железнодорожных путей царской службе, позже — Центральной рады.
Руководил духовым оркестром львовских трамвайщиков (1927), редактировал газету «Музичні вісті» («Музыкальные вести», 1933—1934). После ликвидации издательства в 1945—1948
гг. Я. Ярославенко был заведующим музыкальным кабинетом Львовской научной библиотеки АН УССР.
Художественное наследие Ярослава Ярославенко охватывает почти все музыкальные жанры: хоровой, камерно-вокальный, инструментальный.

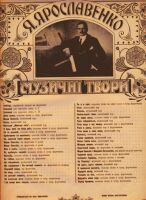
Обложка сборника музыкальных произведений Ярослава Ярославенко около 1918

Я. Ярославенко — автор многочисленных хоровых и вокальных композиций, обработок
народных песен, инструментальных произведений. Достаточно весомое место в
творческом наследии композитора занимают музыкально-драматические произведения,
в которых нашли отражение основные черты, присущие индивидуальному стилю Я. Ярославенко. В его творческом багаже — оперы «Відьма», «Дівча з лілеєю», «Над Дніпром», оперетты: «Бабський бунт», «В чужій шкірі», «Володусь», много романсов, хоровые произведения, обработки народных песен, в том числе и белорусских.
Похоронен на львовском Лычаковском кладбище

## Память
- В честь Ярославенко названа одна из улиц Львова.